# فرودگاه فرگس (فرودگاه صحرایی هولیوکی)
فرودگاه فرگس (فرودگاه صحرایی هولیوکی) (به انگلیسی: Fergus (Holyoake Airfield) Aerodrome) یک فرودگاه خصوصی است که یک باند فرود چمن دارد و طول باند آن ۵۷۹ متر است. این فرودگاه در کشور کانادا قرار دارد و در ارتفاع ۴۲۱ متری از سطح دریا واقع شده است.